# 사당중학교
사당중학교(舍堂中學校)는 대한민국 서울특별시 동작구 사당동에 있는 공립 중학교이다.

## 학교 연혁
- 1983년 9월 2일 : 본관 준공 (21개 교실)
- 1984년 1월 9일 : 사당중학교 36학급 인가 (공립)
- 1984년 3월 1일 : 초대 최정현 교장 취임
- 1984년 3월 5일 : 입학식 거행 (13학급 남녀 874명)
- 1984년 4월 4일 : 후관 준공 (24교실)
- 1985년 7월 1일 : 본관 4층 준공(6교실)
- 1987년 2월 13일 : 제1회 졸업식 (13학급 남녀 885명)
- 1992년 11월 27일 : 본관 증축 (6교실)
- 1996년 9월 15일 : 다목적 강당 준공
- 2007년 10월 30일 : 학교도서관 확충 설치 완료
- 2009년 10월 1일 : 체육관(서달관) 증축 완공
- 2017년 2월 7일 : 제31회 졸업식(6학급 남여 180명) 총 12,525명
- 2022년 3월 1일 : 제12대 이순곤 교장 취임

## 참고 자료
- 사당중학교 - 한국교육학술정보원 학교알리미